# Мундоро (Кировская область)
 Мундоро  — деревня в Орловском районе Кировской области. Входит в состав Орловского сельского поселения.

## География
Расположена на расстоянии примерно 1 км на северо-восток от райцентра города Орлова на правом берегу реки Вятка.

## История
Известна с 1671 года как деревня Сенки Калеватова, в 1678 году 1 двор,  в 1764 году 46 жителей, в 1802 в деревне Семена Колеватова 5 дворов. В 1873 году здесь (починок Семена Колеватова или Мундоро) дворов 12 и жителей 121, в 1905 (уже деревня) 30 и 184, в 1926 (Мундоро) 31 и 153, в 1950 37 и 121, в 1989 38 жителей. В 1950-е годы работал колхоз «16 лет Октября». С 2006 по 2011 год входила в состав Лугиновского сельского поселения.

## Население
Постоянное население было 24 человека (русские 96%) в 2002 году, 24 человек в 2010.